# Pierre Michel Grolier-Desbrousses
Pour les articles homonymes, voir Grolier.
Pierre-Michel Grolier-Desbrousses est un homme politique français né le 2 octobre 1796 à Nontron (Dordogne) et mort le 13 janvier 1857 à Nontron.

## Biographie
Engagé dans l'armée impériale pendant les Cent-Jours, il est un opposant à la Restauration. Affilié à plusieurs sociétés secrètes, il tue en duel, en 1817, un officier de la garde royale. Avocat en 1823, il est capitaine de la garde nationale de Nontron en 1830. Il est député de la Dordogne de 1848 à 1849, siégeant avec les modérés.

## Sources
- « Pierre Michel Grolier-Desbrousses », dans Adolphe Robert et Gaston Cougny, Dictionnaire des parlementaires français, Edgar Bourloton, 1889-1891 [détail de l’édition]